# Unciola tenuipes
Unciola tenuipes is een vlokreeftensoort uit de familie van de Unciolidae. De wetenschappelijke naam van de soort is voor het eerst geldig gepubliceerd in 1919 door Chevreux.